# Alexandru Noapteș
Alexandru Noapteș a devenit Director General al „CFR Călători” la 9 martie 2005. A absolvit Facultatea de Cibernetică Economică și Planificare din cadrul Academiei de Studii Economice București în anul 1983.
Începând cu 1990, experiența sa în sectorul economic i-a oferit ocazia să lucreze în diferite domenii de activitate: telecomunicații, comerț exterior, administrație, precum și în cadrul companiilor de stat și private, ocupând funcții de conducere.
Fiind conștient de importanța pe care o are procesul de integrare a operatorului feroviar român de pasageri în sistemul european de transport, acesta ajută "CFR Calatori" să atingă standarde mai înalte în ceea ce privește operatoria de transport, îndrumând astfel clienții români și europeni să aleagă trenul ca mijloc de transport.
În acest sens a încercat să crească numărul persoanelor care călătoresc cu trenul și a inițiat un proiect prin care trenurile de călători vor avea și vagoane de clasa Business, după modelul transportului aerian. Era o categorie de transport superioară clasei I-a din structura CFR.
Sub conducerea lui Alexandru Noapteș, CFR Călători a cunoscut o îmbunătățire a serviciilor și a activității în condițiile în care acest fapt nu se mai întâmplase de foarte mult timp. Este omul care a mobilizat un întreg sistem și a încercat să desfășoare activitatea într-un mod profesionist bazat pe performanța și introducerea unor servicii noi care să facă față concurenței.
, Alexandru Noapteș a început să fie anchetat de Departamentul Național Anticorupție (DNA) pentru abuz în serviciu contra intereselor publice. Potrivit DNA, Alexandru Noapteș a cumpărat, în 2005, prin firme interpuse, șase automotoare cu remorcă, second hand, din Germania. Prețul inițial al vagoanelor, la livrarea din Germania era de 120.000 Euro. Prețul final plătit de CFR a fost de aproape 2.000.000 Euro. La data de 4 februarie 2013, Alexandru Noapteș a fost achitat de magistrații judecătoriei Cluj, dar DNA a făcut recurs.
În decembrie 2014 instanța supremă i-a confiscat 1,4 milioane de euro, bani pe care nu i-a putut justifica. Inspectorii ANI au descoperit că Alexandru Noapteș avea în conturi 1,4 milioane de euro pe care nu i-a putut justifica.
În august 2016 a fost numit director adjunct peste spațiile verzi din Sectorul 1 al Capitalei. 